# 影音之星
影音之星是一款能播放大多数常见格式视频和音频的免费软件。以Tiger Player为视频播放器，以Comet Player为音樂播放器。自称“绿色软件”，不附带广告，实则捆绑baidu.85851.com为浏览器首页。

## 解码器
1. FFDshow Codec Pack
2. RealPlayer 10.5 解码核心 & ActiveX 控件
3. VSFilter
4. VGM2 Codecs
5. Ogg Vorbis Codecs
6. PMP Codecs
7. TSCC Codecs
8. Windows Media 9 Series Codecs

## 特点
与大多数“万能播放器”一样，可以播放大多数常见格式媒体文件，并可以播放BitComet下载未完成媒体文件

## 与Bitcomet的合作
BitComet下载的媒体文件到一定进度时，会出现“预览”按钮，点击后即以影音之星播放，若未安装则会提示安装